# Branchiomma quadrioculatum
Branchiomma quadrioculatum är en ringmaskart som beskrevs av Willey 1905. Branchiomma quadrioculatum ingår i släktet Branchiomma och familjen Sabellidae. Inga underarter finns listade i Catalogue of Life.